# Лаппи (историческая провинция)
Лаппи, также Лапландия (фин. Lappi, швед. Lappland) — историческая провинция на севере Финляндии, в Лапландии. Как и другие исторические провинции Финляндии, не выполняет каких-либо административных функций, но сохраняет культурное значение. Занимает северную часть современной провинции Лаппи.
Была выделена из шведской исторической провинции Лаппланд в 1809 году, после того как по Фридрихсгамскому мирному договору последняя была разделена между Швецией и Российской Империей.